# Орт'ягун
Орт'ягу́н (рос. Ортъягун) — селище у складі Ханти-Мансійського автономного округу Тюменської області, Росія. Входить до складу Когалимського міського округу.
Населення — 156 осіб (2010, 265 у 2002).
Національний склад станом на 2002 рік: росіяни — 66 %.